# Колорадо
Колора́до (англ. Colorado, американское произношение: [ˌkɑləˈrædoʊ] (слушать)о файле или [ˌkɑləˈrɑːdoʊ]) — штат на западе центральной части США, один из так называемых Горных штатов. Колорадо граничит со штатами Вайоминг (на севере), Небраска (на северо-востоке), Канзас (на востоке), Оклахома (на юго-востоке), Нью-Мексико (на юге), Аризона (на юго-западе), Юта (на западе).
Колорадо — восьмой по площади штат США, его площадь 269 837 км². Население штата — 5 782 171 человек (21-е по США). Столица и крупнейший город — Денвер. Другие крупные города — Арвада, Боулдер, Уэстминстер, Колорадо-Спрингс, Лейквуд, Орора, Пуэбло, Сентенниал, Торнтон, Форт-Коллинс.
Колорадо — 38-й штат США, он был образован 1 августа 1876 года, когда страна отмечала своё столетие. Из-за этого официальное прозвище Колорадо — «Штат Столетия» (англ. Centennial State).

## История
В начале XVI в. территорию будущего штата обследовали испанцы. С 1706 года территория Колорадо была объявлена колонией Испании. Своё название земля получила от реки Колорадо, которая в свою очередь была названа из-за красно-коричневого ила, содержащегося в воде. Затем провинция перешла к Франции. США получили восточную часть Колорадо в результате Луизианской покупки 1803 года. Центральная часть Колорадо перешла к США в 1845 году, а западная часть — в 1848 году, в результате войны с Мексикой.
В 1850-х годах неподалёку от Денвера было найдено золото, и сюда хлынули толпы переселенцев. В 1861 году началась Гражданская война. Многие золотоискатели сочувствовали Конфедерации, но большинство золотоискателей было верно Союзу. В 1862 году армия Конфедерации под командованием бригадного генерала Генри Хопкинса Сибли вышла из Форт-Блисс в Техасе и направилась вдоль Рио-Гранде, вторглась в северную часть Территории Нью-Мексико. Целью кампании был контроль над Территорией Колорадо, в частности золотыми приисками, и Калифорнией. 1-й полк добровольцев Колорадо под командованием полковника Джона Слау совершил переход из Денвера через перевал Ратон и 26 марта вступил в решающее сражение у перевала Глориета в горах Сангре-де-Кристо в Скалистых горах.
С 1863 по 1865 годы на землях территории Колорадо происходило вооружённое противостояние между белыми американцами, с одной стороны, и индейскими племенами арапахо, шайенов, сиу, кайова и команчей, с другой. Результатом стало переселение остатков племён арапахо, шайенн, кайова и команчей с территории Колорадо в резервации в Оклахоме.
3 марта 1875 года Конгресс США принял закон, определяющий требования к территории Колорадо, которые необходимо выполнить, чтобы стать штатом. Наконец, 1 августа 1876 года, спустя 28 дней после празднования столетия Дня независимости, президент США подписал указ, допускающий 38-й штат США к Союзу.
По переписи населения в 1930 году численность жителей штата превысила миллион человек. Колорадо сильно пострадал от Великой депрессии, но его состояние было восстановлено после Второй мировой войны. Важнейшими отраслями экономики штата стали горнодобывающая промышленность, сельское хозяйство и туризм.
В 1999 году в городе Литтл-Джефферсон произошло массовое убийство в школе Колумбайн. В итоге погибло 15 человек (включая нападавших), и было ранено 23 человека.
В 2014 году Колорадо стал первым штатом Америки, легализовавшим марихуану.

## Герб и флаг
По закону 1911 года официальный флаг штата представляет собой прямоугольное полотнище. Красная буква «C» обозначает «Colorado» (штат назван по одноимённой реке), что в переводе с испанского языка значит «красный» (значение «цветной», «окрашенный», которое часто приводится в публикациях, является менее употребительным). Золотой шар внутри «C» говорит о наличии золотых приисков в штате. Голубые и белые полоски на флаге символизируют голубые небеса и белые снега Скалистых гор Колорадо. На гербе штата, который был официально принят в 1877 году, треугольная фигура символизирует всевидящий глаз Бога. На гербе изображены горы штата, земля и кирка, которые символизируют горнодобывающую промышленность Колорадо — основу экономики штата.

## География
Колорадо — один из трёх штатов (наряду с Вайомингом и Ютой), все границы которого представляют собой параллели и меридианы, и, как и Вайоминг, образует просто «прямоугольник» (точнее, сектор земной поверхности) между парой широт и парой долгот. Площадь занимаемой Колорадо территории — 269 837 км². 37 % территории Колорадо занимают национальные парки.

### Рельеф
Рельеф Колорадо разнообразен. В центральной части территория штата пересекается с севера на юг хребтами Скалистых гор (высшая точка — гора Элберт, 4401 м). Они образуют так называемый Великий континентальный раздел: реки, протекающие западнее этих гор, относятся к бассейну Тихого океана, а те реки, которые находятся восточнее, относятся к бассейну Атлантического океана. Склоны гор большей частью покрыты хвойным лесом — лишь немногие вершины круглый год находятся под снегом. Бо́льшая часть населения штата проживает рядом с восточными склонами гор, так как это место защищено от штормовых ветров Тихого океана. В Колорадо находятся 55 из 104 горных вершин США, имеющих абсолютную высоту более 4000 метров и относительную — более 500 метров.
Восточнее Скалистые горы переходят в Великие равнины — плато с преобладающей степной растительностью. На Западе штата находится плато Колорадо — полупустынная зона с каньонами, останцами и другими характерными формами рельефа.

### Горы
Вершина горы Элберт на высоте 14 440 футов (4401,2 м) в округе Лейк является самой высокой точкой в Колорадо и Скалистых горах Северной Америки. Колорадо является единственным штатом США, который полностью лежит на высоте более 1000 метров. Место, где река Арикэри вытекает из округа Юма, штат Колорадо, и впадает в округ Шайенн, штат Канзас, является самой низкой точкой в штате Колорадо на высоте 3317 футов (1011 м).

### Климат
Климатическая картина Колорадо неоднородная: южная часть штата не всегда теплее северной, на климат сильно влияют Скалистые горы: с увеличением высоты температура понижается, а влажность повышается. По климатическим условиям штат делится на две части: восточные равнины и западные предгорья. 
На востоке климат умеренно континентальный: низкая влажность, умеренные осадки (380—630 мм в год). Здесь отмечена одна из самых высоких среднесуточных температур в США. Летом температура возрастает до 35 °C (в среднем), а зимой может опуститься до −18 °C.
Климат западного Колорадо более однородный. Здесь присутствуют засушливые места, на возвышенностях горный климат. Самый жаркий месяц — июль (21 °C). Зима здесь очень влажная, что является противоположностью восточной части штата.

### Гидрография
Река Колорадо — одна из крупных в штате. Здесь, на севере находится её исток. Она протекает в западной части Колорадо. На юге штата находится исток ещё одной крупной реки — Рио-Гранде. Она берёт своё начало в Скалистых горах и спускается к югу. Можно выделить и реку Арканзас, исток которой также находится в Колорадо. Она течёт на восток по Великим равнинам и затем впадает в реку Миссисипи. Ещё одна крупная река штата — Саут-Платт.

Крупнейшее по площади и по глубине в штате озеро — Гранд-Лейк, второе место занимает озеро Сан-Кристобал.
См. также: Список озёр Колорадо и Список водопадов Колорадо

## Население
По данным на июль 2013 года в Колорадо проживают 5 268 367 человек. Прирост населения велик за счёт высокой рождаемости и большого количества иммигрантов. Наибольший рост населения ожидается у восточного подножия Скалистых гор, особенно в Денвере.
Самый густонаселённый город штата и его столица — Денвер. В его агломерации Денвер-Орора-Боулдер проживает 2 927 900 человек, то есть приблизительно две трети всего населения штата.
В Колорадо проживает большое количество испанцев. Они проживают преимущественно в Денвере и на юге штата и являются потомками первых поселенцев этих земель. В результате переписи населения 2000 года выяснилось, что 10,5 % жителей штата говорят на испанском языке.
Также на территории штата проживают множество афроамериканцев, людей китайской, корейской и прочих национальностей. Преимущественно они проживают на востоке Денвера, в районе Орора. Многие из них являются потомками переселенцев, прибывших на территорию Колорадо во время золотой лихорадки.

### Религиозный состав
Христианство — самая популярная религия штата — её исповедуют 65 % населения. Протестантизм — самая популярная ветвь христианства — её исповедуют 44 % жителей Колорадо. Католицизм исповедуют около 19 % населения штата.
Религиозный состав населения штата Колорадо:
- Христианство — 65 %
  - Протестантизм — 44 %
  - Католицизм — 19 %
  - Мормоны — 2 %
  - Православие — 1 %
- Иудаизм — 2 %
- Ислам — 1 %
- Другие религии — 5 %
- Атеизм — 25 %

В среднем в США 17 % атеистов, в Колорадо — 25 %.

## Экономика
ВВП штата Колорадо в 2007 году был равен 236 миллиардов долларов. На душу населения доход составлял $ 41 192. По этому показателю штат занимает 11-е место в США. С середины XIX века основу экономики штата стали составлять горнодобывающая промышленность и сельское хозяйство. Во второй половине XX века возросла роль сферы услуг.
В Колорадо развита пищевая промышленность, машиностроение, химическая промышленность, металлургия. В штате имеются месторождения и добыча угля, нефти, природного газа, ванадия, урана, цинка, золота, серебра и молибдена. Штат является одним из лидеров в США по производству пива. Экономика штата отличается высокой технологичностью и хорошим качеством.
Денвер является важнейшим финансовым центром Колорадо. В нём расположены монетный двор, несколько крупных банков. Работают предприятия пищевой промышленности, машиностроения, лёгкой промышленности.
В Колорадо подоходный налог равен 4,63 % вне зависимости от размера дохода. В отличие от большинства штатов, где налог рассчитывается на основе «федерального скорректированного валового дохода», в штате Колорадо налоговой базой считается «налогооблагаемый доход» (доход после федеральных льгот и федеральных стандартных отчислений). В штате недвижимость и личные предприятия подлежат налогообложению, а государственное имущество было освобождено от этого в 2003 году. По состоянию на январь 2010 года уровень безработицы в Колорадо 7,4 %.